# مانفريد شوارتز
مانفريد شوارتز (بالإنجليزية: Manfred Schwartz)‏ هو فنان ورسام أمريكي، ولد في 11 نوفمبر 1909، وتوفي في 1970.